# Nombre de Fermat
Un nombre de Fermat, anomenat així en honor de Pierre de Fermat, qui fou el primer a estudiar aquest nombres, és un nombre natural de la forma:
{\displaystyle {\mathfrak {F}}_{n}=2^{2^{n}}+1}
on {\displaystyle n} és natural. Els nombres primers de Fermat són nombres de Fermat que a la vegada són primers.
Pierre de Fermat va conjecturar que tots els nombres naturals de la forma
{\displaystyle {\mathfrak {F}}_{n}=2^{2^{n}}+1}
amb {\displaystyle n} natural eren nombres primers (els cinc primers termes, {\displaystyle 3(n=0),5(n=1),17(n=2),257(n=3),65537(n=4)} ho són), però l'any 1732 Leonhard Euler va provar que no era així. En efecte, si es pren {\displaystyle n=5} s'obté un nombre compost:
{\displaystyle {\mathfrak {F}}_{5}=2^{2^{5}}+1=2^{32}+1=4294967297=641\cdot 6700417\;}
4.294.967.297 és el nombre més petit que, sent un nombre de Fermat, no és primer.
Actualment, només es coneixen cinc nombres primers de Fermat, que són els que ja es coneixien en temps del mateix Fermat, i actualment només es coneix la factorització completa dels trenta primers nombres de Fermat (des de {\displaystyle n=0} fins a {\displaystyle n=30}) i no se'n coneix cap que sigui primer. El 1999, el matemàtic irlandès John Cosgrave, va factoritzar {\displaystyle {\mathfrak {F}}_{382447}} (un nombre que té més de {\displaystyle 10^{10^{5}}} decimals) Això fa suposar que només els cinc primers nombres de Fermat son primers.
S'han demostrat algunes propietats dels nombres de Fermat; per exemple que mai poden ser nombres perfectes ni nombres amics, que el sumatori dels seus recíprocs és un nombre irracional.
Aquestes són algunes de les conjectures que existeixen avui dia sobre aquests nombres:
1. Només hi ha cinc nombres primers de Fermat (3, 5, 17, 257 i 65537)?
2. Hi ha infinits cosins de Fermat?

## Alguns nombres de Fermat i la seva factorització
Els nou primers nombres de Fermat són (successió A000215 a l'OEIS):
| {\displaystyle {\mathfrak {F}}_{0}=2^{1}+1=3} |
| {\displaystyle {\mathfrak {F}}_{1}=2^{2}+1=5} |
| {\displaystyle {\mathfrak {F}}_{2}=2^{4}+1=17} |
| {\displaystyle {\mathfrak {F}}_{3}=2^{8}+1=257} |
| {\displaystyle {\mathfrak {F}}_{4}=2^{16}+1=65.537} |
| {\displaystyle {\mathfrak {F}}_{5}=2^{32}+1=4.294.967.297=641\cdot 6.700.417} |
| {\displaystyle {\mathfrak {F}}_{6}=2^{64}+1=18.446.744.073.709.551.617=274.177\cdot 67.280.421.310.721} |
| {\displaystyle {\mathfrak {F}}_{7}=2^{128}+1=340.282.366.920.938.463.463.374.607.431.768.211.457=59.649.589.127.497.217\cdot 5.704.689.200.685.129.054.721} |
| {\displaystyle {\mathfrak {F}}_{8}=2^{256}+1=115.792.089.237.316.195.423.570.985.008.687.907.853.269.984.665.640.564.039.457.584.007.913.129.639.937=} {\displaystyle =1.238.926.361.552.897\cdot 93.461.639.715.357.977.769.163.558.199.606.896.584.051.237.541.638.188.580.280.321} |